# 非球面レンズ

非球面レンズ（ひきゅうめんレンズ、Aspheric lens ）は、平面でも球面でもない曲面を屈折面に含むレンズである。円筒面、トーリック面、対称非球面、非対称非球面等が使用される。

## 概要
球面レンズに比べて、1つあるいはいくつかの収差を小さくすることができるような、球面より理想的な曲面を採用する。写真レンズでは、主に、大口径レンズにおける球面収差と、超広角レンズやズームレンズにおける歪曲収差の補正に大きな効果がある。また、写真レンズ以外にも様々な光学機器に採用されている。
一般に、ほとんどの非球面レンズでその中心部では球面に近く、周辺ほど球面から外れるわけであるから、その働きは周辺部ほど効果が大きく、複数のレンズから成る光学系では光束が広がる部分で効果が大きい。従って、写真レンズにおける非球面レンズの効果は、開放絞りに近い時ほど大きい。絞り込んだ場合には球面レンズのみで製作されたレンズの方が性能が高くなる傾向にあるものの、非球面だからといって最小絞りにしても目立って悪くなるようなことはなく、普通撮影に使用しても問題はない。
なお、眼鏡での応用では、視界の歪みが少なく、同じ度数で比較すると薄く設計できる利点がある。しかし、そのぶん高価格となるため、あくまでオプションとして扱う販売手法が多い。

## 前史

色収差を抑える

レンズを球面のみで構成すると様々な収差が発生するため、像がぼやけたり、像面が湾曲したりといった欠点となる。これを抑えるために、たとえば色収差を抑えるには相補的な形状の分散が異なるレンズを組み合わせるなどの工夫がなされてきた。
しかし、レンズ枚数が増加すれば、それに伴う重量化・高価格化が避けられないため、おのずと実用上の限界があった。

## 研削非球面

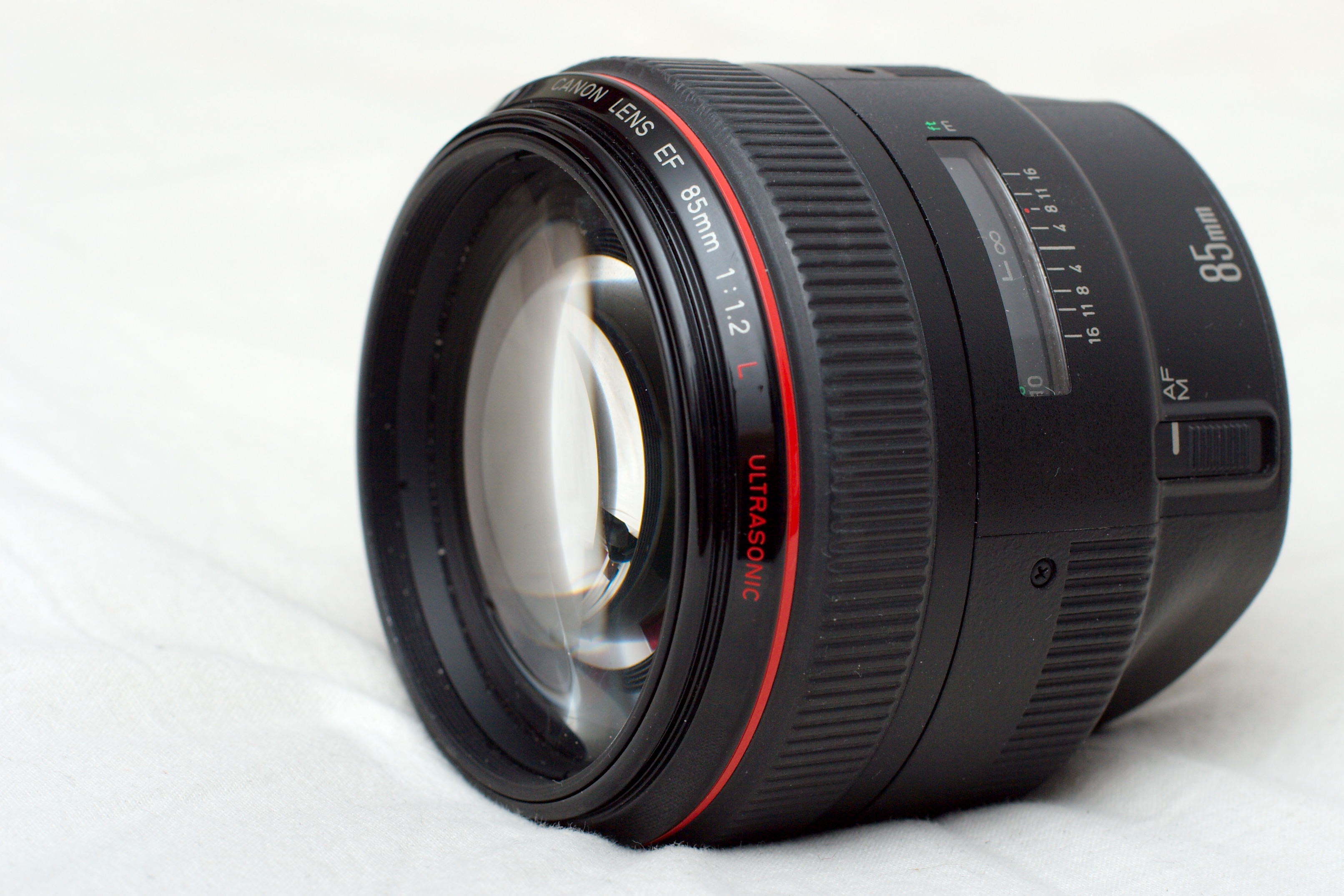
キヤノン EF 85mm F1.2L USM
大口径研削非球面レンズを使用した写真用レンズ

非球面を用いれば、複数枚のレンズを組み合わせた場合と同等か、それ以上の大きな補正効果が得られることは17世紀にはデカルト、コンスタンティン・ホイヘンスらの研究によって明らかとなっていたものの、理論的に求められた曲線を正確に再現するための技術的・機械的な限界から大量生産は長らくなされなかった。1台ずつ生産される天体望遠鏡の分野では、非球面の補正板を採用し1931年に発明されたシュミット式望遠鏡など戦前からの実用化例があるが、設計者のベルンハルト・シュミットは非球面の研磨方法を生涯公表しなかったという。
20世紀後半になって加工技術が発展したことによりレンズ面の非球面加工が可能になり、一般的なガラス素材による非球面レンズが生産可能となった。一般撮影用レンズの初の非球面レンズ採用はエルンスト・ライツ（現ライカ）のウォルター・マンドラー設計で1966年フォトキナで発表され発売されたノクチルックス50ミリF1.2とされる。国産では1971年のキヤノンFD55ミリF1.2ALが初で1977年のノクトニッコール58ミリF1.2が続く。当初は研削加工により製造されていて、この方法で製造されたものを研削式非球面レンズという。当初はレンズ研磨職人の手作業、後には機械旋盤でも加工されるようになったものの、大量生産に向かず非常に高価なものであった。

## 新製法
近年では、あらかじめ非球面形状に超精密旋盤で加工した型の中に、軟化させたガラスをプレスして製造するモールドレンズや、球面レンズ上に紫外線硬化樹脂などを重ねて複雑な複合レンズ様に成型した複合素材レンズのような、低コストの製品が製造可能となり、廉価なカメラレンズや眼鏡のレンズ、光ディスクのピックアップなど、幅広く採用されるようになった。
なお、ガラスモールド非球面レンズについては、硝材の熱膨張･収縮が問題となり、あまりにも肉厚で大口径のレンズは、長らく成形困難とされていた。
しかし、トキナーが1997年にHOYAと共同開発したATX20-35mmF2.8では、アタッチメントφ77mmもある大口径レンズの最前玉にガラスモールドを採用し、大口径化に貢献した。
また、現在でも試作品などのための少量生産では型を使わず研削・研磨によって非球面とする創生法も用いられ、研究が重ねられている。